# Aeschynomene kerstingii
Aeschynomene kerstingii är en ärtväxtart som beskrevs av Hermann August Theodor Harms. Aeschynomene kerstingii ingår i släktet Aeschynomene och familjen ärtväxter. IUCN kategoriserar arten globalt som livskraftig. Inga underarter finns listade i Catalogue of Life.